# Biotopo Vegetazione Steppica Tartscher Leiten
Biotopo Vegetazione Steppica Tartscher Leiten este o arie protejată (arie specială de conservare — SAC, sit de importanță comunitară — SCI) din Italia întinsă pe o suprafață de 38 ha, integral pe uscat.

## Localizare
Centrul sitului Biotopo Vegetazione Steppica Tartscher Leiten este situat la coordonatele 46°40′55″N 10°34′37″E / 46.6819°N 10.5769°E.

## Înființare
Situl Biotopo Vegetazione Steppica Tartscher Leiten a fost declarat sit de importanță comunitară în septembrie 1995 pentru a proteja 7 specii de animale. Situl a fost protejat și ca arie specială de conservare în noiembrie 2016.

## Biodiversitate
Situată în ecoregiunea alpină, aria protejată conține 3 habitate naturale: Pajiști stepice subpanonice, Pajiști carstice calcaroase sau bazofile, de Alysso-Sedion albi, Roci stâncoase cu vegetație pionieră de Sedo-Scleranthion sau Sedo albi-Veronicion dillenii.
La baza desemnării sitului se află mai multe specii protejate:
- păsări (6): potârnichea de stâncă (Alectoris graeca saxatilis), prepeliță (Coturnix coturnix), presură de grădină (Emberiza hortulana), sfrâncioc roșiatic (Lanius collurio), ciocârlie de pădure (Lullula arborea), silvie porumbacă (Sylvia nisoria)
- mamifere (1): liliacul mare cu potcoavă (Rhinolophus ferrumequinum)

Pe lângă speciile protejate, pe teritoriul sitului au mai fost identificate 21 de specii de plante, 5 specii de păsări, 1 specie de amfibieni, 1 specie de nevertebrate, 2 specii de reptile.